# Bladlus
Bladlus er små (2-3 mm) grønne dyr, der lever på planter. De kan i store antal være skadelig for planten. Trods navnet er de ikke lus.
Bladlusene er afhængige af en symbiose med forskellige bakterieslægter, f.eks. Buchnera. Bakterierne skaffer bladlusene de aminosyrer, som de ikke selv har adgang til

## Klassifikation
- Overfamilie: Aphidoidea (Bladlus)
  - Familie: Aphididae
  - Familie: Adelgidae
  - Familie: Phylloxeridae